# Благой Пуздерлиев
Благой (Блаже) Данев Пуздерлиев, с псевдоним Леон, е български революционер, деец на Вътрешната македоно-одринска революционна организация.

## Биография
Благой Пуздерлиев е роден през 1879 година в град Щип, тогава в Османската империя. Брат е на Владимир и Борис Пуздерлиеви. През 1898 година завършва с първия випуск Скопското българско педагогическо училище, след което преподава в родния си град. От 1901 година е председател на Щипския околийски комитет на ВМОРО. През пролетта на 1903 година минава в нелегалност и става четник при поручик Сотир Атанасов от ВМОК, като участва в сражението при кратовското село Луково на 28 април 1903 година.
Умира на 26 май 1905 година в Щип.